# Westfaals voetbalkampioenschap 1916/17
In 1916/17 werd het zesde Westfaals voetbalkampioenschap gespeeld, dat georganiseerd werd door de West-Duitse voetbalbond. Niet alle eindstanden zijn nog bekend. Er was geen verdere eindronde meer.

## Kreisliga

### Ravensberg-Lippe
| Plaats | Club                        | Wed. | W | G | V | Saldo | Ptn.  |
| ------ | --------------------------- | ---- | - | - | - | ----- | ----- |
| 1.     | 1. FC Arminia Bielefeld     | 12   |   |   |   | 40:16 | 20:4  |
| 2.     | VfB 1903 Bielefeld          | 12   |   |   |   | 43:18 | 15:9  |
| 3.     | TV Gütersloh                | 12   |   |   |   | 13:3  | 13:11 |
| 4.     | Mindener SC 1905            | 12   |   |   |   | 28:24 | 12:12 |
| 5.     | SV Teutonia Bielefeld       | 12   |   |   |   | 22:31 | 10:14 |
| 6.     | Bielefelder SC Eintracht 07 | 12   |   |   |   | 11:37 | 8:16  |
| 7.     | BV Fortuna Minden           | 12   |   |   |   | 15:43 | 6:18  |

|  | Groepswinnaar |

### Hamm
De eindstand is niet meer bekend, enkel dat SuSpV Ahlen 1905 kampioen werd. 

### Münster-Osnabrück
De eindstand is niet meer bekend, enkel dat FC Preußen 06 Münster kampioen werd. 